# Suspect 95
Suspect 95, de son vrai nom Gui Ange Emmanuel, né le 15 août 1995 à Abidjan est un rappeur, chanteur, auteur-compositeur et interprète ivoirien. Il a à son actif deux albums. Le 12 juillet 2025, il a célébré ses 10 ans de carrière artistiques.

## Biographie

### Enfance
Dès son jeune âge, il joue à des jeux vidéo, d’où le nom suspect en référence à son personnage favori, c’était Def Jam, Fight for New York, où le personnage s’appelle «Suspect» dont il ajoute l'année de sa naissance 95, ce qui donne son nom de scène Suspect 95,.

## Carrière
Passionné de poésie, il commence à écrire ses premiers textes de rap en classe de 3e au collège moderne de Cocody à Abidjan. Champion des concours de freestyle de son école, il est considéré comme le meilleur des élèves de sa promotion. Il est relayé par la suite par son quartier d’enfance Cocody et enfin c’est toute la ville qui parle des prouesses de celui qui deviendra l’une des figures incontournables du rap africain. En classe de première, il est repéré par Bebi Philip qui l’invite sur son single «Demain t’appartient», une chanson pour l’effort de paix en Côte d’Ivoire secouée par la guerre. Grâce à cette chanson, il participe à la caravane de paix pendant laquelle il sillonne tout le pays aux côtés de Meiwey, Bailly Spinto et d’autres grands noms de la musique ivoirienne.

### 2015: Début du succès
En 2015, toujours avec Bebi Philip, l’artiste enregistre «Au nom de quel amour», un titre sur lequel il fait montrer de son savoir. Un niveau de langue très élevé avec une très belle plume et ce flow qui ne laisse personne indifférent. Le jeune rappeur conquit le cœur des Ivoiriens à chaque sortie.

### 2016
En 2016, il est alors repéré par  «Triomphe Production» et sort sa première chanson avec l’artiste phare du moment Bebi Philip et près la parution de son premier single «Enfant de Boss c’est Boss» qui le révèle au grand public et jusqu’au-delà des frontières ivoiriennes. Dans la même année, il enchaine avec «Esseu C Forcé» qui le positionne davantage. «Laissez-nous chercher tous les wey», «Faut changer de chemin», «Contrat», «ça commence», «Ma seule petite» «Stop aux gos avares» «Promesses» «J’ai envie» est l’ensemble des titres de Suspect 95 qui ont tous eu des succès. Son originalité, ses textes rappés en français abidjanais de façon satirique. Il devient l’un des précurseurs du rap ivoire, un rap propre à la Côte d’Ivoire sur un fond musical s’inspirant des musiques traditionnelles, du Zouglou et du Coupé-décalé avec une coloration humoristique.
Suspect 95 est très proche de son public, avec lequel il échange assidûment sur les réseaux sociaux et comptabilise les millions de vues dès les premiers jours de leurs dates de sortie. Il enregistre plus de deux millions de followers sur ses réseaux sociaux qu’il appelle affectueusement «Le syndicat ».

### 2020 - 2022
Il signe en juillet 2020 chez Def Jam Afrique le label du Groupe Universal Music consacré à la culture hip-hop. «Mercon», son dernier single, sort en fin juillet en tête de lice des hits Africains et participe en 2022 au Festival des musiques urbaines d'Anoumabo en Côte d'Ivoire.

### 2023: Son premier album
Depuis une dizaine d’années, Suspect 95, qui a commencé la musique quand il était au lycée classique d’Abidjan, a enchaîné les singles. En 2020, il a été élu meilleur artiste rap lors du Prix international des musiques urbaines et du coupé-décalé (Primud), une cérémonie annuelle qui récompense les artistes et les acteurs du spectacle en Côte d’Ivoire. En mai 2022, il a fait partie des jeunes artistes choisis pour se produire au Festival des musiques urbaines d’Anoumabo (Femua).
Le 9 mai 2023, Suspect 95 sort son premier album intitulé Société suspecte, composé de 16 titres. Sur l'album, il est en feat avec de grand nom de la musique comme Youssoupha et Kaaris,.
Dans son premier album, Suspect 95 aborde des thèmes variés, de la corruption aux relations amoureuses, en passant par la dépression, sujet tabou qu’il voulait mettre en lumière après l’avoir lui-même vécu. Ses clips sont souvent tournés dans sa ville natale, qui l’inspire, et il cultive une proximité avec ses fans, qu’il appelle « le Syndicat »,.

### 2024
En mai 2024, il dévoile un single intitulé Le Parti, où il dénonce ouvertement la situation socio-économique de la Côte d'Ivoire,.

## Vie personnelle
Suspect 95 perd son épouse en décembre 2020. À cette époque, une enquête a été lancée pour situer les causes et les circonstances de cette mort. Il est père d'une fille qu'il a eu avec sa défunte femme,. Trois ans après, il refait sa vie avec une nouvelle compagne du nom de Charline Fret, de nationalité française. Il se marie avec cette dernière le 12 septembre 2023 en France.

## Discographie

### Albums

#### Société Suspecte
- Intronisation
- Detoumounan
- Soumanleh  (feat Tchaikabo & Mr Behi)
- Y'a la sante
- Société Suspecte (feat Youssoupha)
- Oui ou Non
- Douk saga
- Elle a tes yeux
- Maman
- La guerre
- Djessimidjeka
- E.T.T.E  (feat Oviékan)
- Adigbaté (feat Kaaris)
- Ventre percé
- Paradise
- Kpaflotage

#### Alchimiste
- Vie d'artiste (feat Kawid)
- Explications (feat Roseline Layo)
- Varan (feat. Lord Samosa)
- Alchimiste 1
- Amitiés d'internet
- Vieux môgôr
- Alchimiste 2
- Holyghost
- Bikini (feat Toto le Banzou & Arii)
- Ce qui t'attend
- Efficacité
- A zéro !

### Singles
- 2016: Eusseu c forcé
- 2016: Enfant de boss c'est boss
- 2016: Illuminati
- 2016: Au nom de quel amour (feat Bebi Phillipe)
- 2017: Contrat
- 2019: Tout dépenser (feat Mix Premier)
- 2020: Cypher
- 2020: Mercon
- 2021: C'est dans télé
- 2021: No frère sans in business
- 2021: Dis lui
- 2022: Fan ou Amoureux (feat Josey)
- 2022: Dans ma tête
- 2024: Rose Bâ[22]
- 2024: Transition
- 2024: Le Parti[23]
- 2024: On ne pleure pas
- 2024: Explications (feat Roseline Layo)
- 2025: Le Parti 2

### Disstracks
- Meta Vol.1
- Meta Vol.2
- Meta Vol.3

## Distinctions
- Prix du meilleur rappeur ivoirien au Primud en 2020[24].